# Меховский, Матвей
Матвей (Матфий) Меховский (Меховита), известный как Матвей из Мехова (настоящее имя — Мацей Карпига; пол. Maciej Miechowita также известный как Maciej z Miechowa, Maciej of Miechów, Maciej Karpiga, Matthias de Miechow) (1457 — 8 сентября 1523) — польский историк и географ эпохи Ренессанса, профессор Краковского университета, придворный врач и астролог короля Сигизмунда I. Автор медицинских и исторических сочинений. Его имя принято передавать по-русски именем «Матвей», однако последнее соответствует церковно-славянскому имени «Матфей» (латинскому «Matthaeus» и польскому «Mateusz»), в то время как польское имя «Maciej» передаёт латинское «Matthias» (церковно-славянское «Матфий»).

## Биография
Родился в семье Станислава Карпиги, мещанина города Мехува Краковского (ныне Малопольского) воеводства. С 1473 года учился в Ягеллонском университете (также известном как Краковский университет), где в 1479 году получил степень магистра. В 1482—1483 годах был ректором Вавельской кафедральной школы. Между 1483 и 1485 годами изучал медицину в Болонье и в Падуе. 
После своего возвращения становится профессором Ягеллонского университета, где он 8 раз, с перерывами, избирался ректором (1501—1519) и в течение двух лет был вице-канцлером. С 1492 года, по примеру историка Яна Длугоша, собирал исторические документы и хроники.
Его латинский «Трактат о двух Сарматиях» (Tractatus de duabus Sarmatiis), опубликованный в 1517 году, считался на Западе первым подробным географическим и этнографическим описанием Восточной Европы между Вислой и Доном с одной стороны и между Доном и меридианом Каспийского моря с другой и был написан на основе рассказов поляков и вообще иностранцев побывавших там, а также русских людей, приезжавших в Польшу. Вполне понимая такое значение своей работы, в предисловии автор написал:
«Южные края и приморские народы вплоть до Индии открыты королём Португалии. Пусть же и северные края с народами, живущими у Северного океана к востоку, открытые войсками короля польского, станут теперь известны миру» 
Подобно Яну Длугошу, популяризировал в своём трактате миф о сарматизме, согласно которому польская шляхта — это потомки древних сарматов. Среди прочего Матвей Меховский в своём труде называет Русское государство «Московией», а его население «москами» и русинами, что говорят на русском языке. «Трактат о двух Сарматиях» многократно переиздавался в XVI веке и был одним из главных источников изучения России в Западной Европе, тогда же он был переведён с латинского на многие европейские языки, включая немецкий, итальянский, польский.